# بخش جینشان
بخش جینشان (به لاتین: Jinshan District) یک منطقهٔ مسکونی در چین است که در شانگهای واقع شده‌است. بخش جینشان ۵۸۶٫۱۴ کیلومتر مربع مساحت و ۸۰۵٬۰۰۰ نفر جمعیت دارد.